# Zeitmietvertrag
Ein Zeitmietvertrag ist ein Mietvertrag, der für einen vorher festgelegten Zeitraum abgeschlossen wird, wobei eine ordentliche Kündigung des Mietverhältnisses vor Ablauf dieses Zeitraums ausgeschlossen oder eingeschränkt ist.

## Deutschland

### Qualifizierter Zeitmietvertrag
Seit der Mietrechtsreform 2001 sind Zeitmietverträge nur noch aus besonderem Grund zulässig (sogenannter qualifizierter Zeitmietvertrag). Zeitmietverträge dürfen abgeschlossen werden, wenn vonseiten des Vermieters zum Ablauf des Mietzeitraums eine der folgenden drei Gründe zur Auflösung des Mietverhältnisses vorliegen wird:
- Eigenbedarf
- Abriss oder Sanierung der Mietwohnung
- Nutzung als Werkwohnung

Der konkrete Grund und der Zeitraum des Mietvertrags müssen schriftlich im Mietvertrag festgehalten werden. Ist das nicht der Fall oder liegt kein hinreichender Grund für einen Zeitmietvertrag vor, gilt der Mietvertrag als auf unbestimmte Zeit abgeschlossen. (§ 575 Abs. 1 BGB) Ein Auswechseln des Befristungsgrundes bei laufendem Zeitmietvertrag ist nicht zulässig. Eine zeitliche Obergrenze für einen Zeitmietvertrag gibt es seit 2001 nicht mehr.
Entfällt der ursprüngliche Befristungsgrund nach Abschluss des Zeitmietvertrags, kann der Mieter verlangen, dass das Mietverhältnis auf unbestimmte Zeit fortgesetzt wird. Verzögert sich der Eintritt des Befristungsgrundes, kann der Mieter entsprechend eine Verlängerung des Zeitmietvertrages verlangen. Die Beweislast für den Eintritt des Befristungsgrundes trifft den Vermieter. (§ 575 Abs. 3 BGB) Der Mieter kann frühestens vier Monate vor Ablauf des Zeitmietvertrages vom Vermieter Auskunft darüber verlangen, ob der Befristungsgrund noch besteht; erteilt der Vermieter die Auskunft nicht innerhalb eines Monats, kann der Mieter eine Verlängerung des Zeitmietvertrags um den Zeitraum der Säumnis des Vermieters verlangen. (§ 575 Abs. 2 BGB)
Eine Mieterhöhung während eines laufenden Zeitmietvertrags ist nur dann zulässig, wenn sich der Vermieter die Möglichkeit zur Mieterhöhung ausdrücklich im Zeitmietvertrag vorbehalten hat.
Eine ordentliche Kündigung des Zeitmietvertrags ist, sofern im Mietvertrag nicht abweichendes vereinbart wurde (§ 575a BGB), gesetzlich ausgeschlossen. Auch wenn der Zeitmietvertrag nachträglich für unwirksam erklärt wird, weil kein hinreichender Grund für die Befristung vorliegt, können Mieter und Vermieter weiterhin an den ursprünglich vereinbarten Zeitraum gebunden werden. Dem Mieter kommt mit Ablauf des Zeitmietvertrags kein Kündigungsschutz zu, er muss sofort am Tag des Ablaufs des Zeitmietvertrags die Wohnung räumen.
Bestimmte Mietverträge dürfen grundsätzlich auch ohne Grund als Zeitmietvertrag abgeschlossen werden, das gilt etwa für Mietverträge über Wohnungen in Studentenwohnheimen (§ 549 Abs. 3 BGB) oder Wohnungen, die nur zum vorübergehenden Gebrauch vermietet sind wie Ferienwohnungen (§ 549 Abs. 2 BGB).

### Einfacher Zeitmietvertrag
Der einfache Zeitmietvertrag nach § 564c BGB a. F., der ohne Angabe von Gründen abgeschlossen werden durfte, ist weiterhin gültig, sofern der Mietvertrag vor dem 1. September 2001 abgeschlossen wurde (Art. 229 § 3 Abs. 3 EGBGB), und zwar auch dann, wenn der eigentliche Mietbeginn erst nach diesem Stichtag liegt. Einfache Zeitmietverträge kommen deshalb gelegentlich auch heute noch vor.
Der einfache Zeitmietvertrag endet automatisch mit Ablauf des vereinbarten Mietzeitraums, es sei denn der Mieter macht schriftlich gegenüber dem Vermieter einen Anspruch auf Verlängerung des Mietvertrags auf unbestimmte Zeit geltend; die Frist hierfür beträgt zwei Monate. Der einfache Zeitmietvertrag konnte nach § 565a BGB a. F. mit einer Verlängerungsklausel versehen werden, wonach sich der Mietvertrag automatisch um einen weiteren vorher festgelegten Zeitraum verlängert, sofern der Mieter nicht innerhalb der gesetzlichen Kündigungsfrist den Mietvertrag kündigt. Auch diese Klauseln bleiben wirksam, sofern der Mietvertrag vor dem Stichtag 1. September 2001 abgeschlossen wurde.